# ضهر صفرا
ضهر صفرا (به عربی: ضهر صفرا) یک روستا در سوریه است که در استان طرطوس واقع شده‌است. ضهر صفرا ۱٬۰۱۹ نفر جمعیت دارد.